# Reyhan Asena Keskinci
Reyhan Asena Keskinci (* 20. April 2001 in Istanbul) ist eine türkische Schauspielerin.

## Leben und Karriere
Keskinci wurde am 20. April 2001 in Istanbul geboren. Sie studierte an der İstanbul Üniversitesi Devlet Konservatuvarı. Ihr Debüt gab sie 2005 in der Fernsehserie Aliye. Danach trat sie in den Serien Hırsız Polis, Parmaklıklar Ardında und Bez Bebek auf. 2011 spielte sie in dem Kinofilm Aşk Tesadüfleri Sever mit. Ihre erste Hauptrolle bekam Keskinci in der Serie Köstebekgiller.
Außerdem trat sie in verschiedenen Werbespots für Sana Margarin, Pınar Sausage, Ford Focus und Defans - Eczacıbaşı auf. 2010 wurde sie bei den TRT Kadın Ödüllerinde als beste Kinderdarstellerin des Jahres ausgezeichnet. Unter anderem war sie 2022 in Ah Nerede zu sehen.

## Filmografie
Filme
- 2011: Aşk Tesadüfleri Sever
- 2015: Köstebekgiller: Perili Orman
- 2016: Köstebekgiller 2: Gölgenin Tılsımı
- 2018: Arapsaçı
- 2018: Ahlat Ağacı
- 2020: Keman Ağıtları

Serien
- 2004: Yadigar
- 2005: Aliye
- 2005–2007: Hırsız Polis
- 2007: Parmaklıklar Ardında
- 2007–2010: Bez Bebek
- 2008: Yol Arkadaşım
- 2010–2014: Köstebekgiller
- 2012: Dedemin Dolabı
- 2014: Bir Aşk Hikayesi
- 2021: Masumiyet
- 2022: Adı Sevgi
- 2022: Ah Nerede